# Steuben (Maine)
Steuben és una població dels Estats Units a l'estat de Maine (EUA). Segons el cens del 2000 tenia 1.126 habitants.

## Demografia
Segons el cens del 2000, Steuben tenia 1.126 habitants, 459 habitatges, i 314 famílies. La densitat de població era de 10,1 habitants/km².
Dels 459 habitatges en un 29,6% hi vivien nens de menys de 18 anys, en un 58,2% hi vivien parelles casades, en un 7,8% dones solteres, i en un 31,4% no eren unitats familiars. En el 22,7% dels habitatges hi vivien persones soles el 12% de les quals corresponia a persones de 65 anys o més que vivien soles. El nombre mitjà de persones vivint en cada habitatge era de 2,45 i el nombre mitjà de persones que vivien en cada família era de 2,88.
Per edats la població es repartia de la següent manera: un 24,3% tenia menys de 18 anys, un 7,3% entre 18 i 24, un 29,8% entre 25 i 44, un 25% de 45 a 60 i un 13,7% 65 anys o més.
L'edat mediana era de 38 anys. Per cada 100 dones de 18 o més anys hi havia 95,9 homes.
La renda mediana per habitatge era de 25.208 $ i la renda mediana per família de 28.400 $. Els homes tenien una renda mediana de 21.806 $ mentre que les dones 16.583 $. La renda per capita de la població era de 12.162 $. Entorn del 13,9% de les famílies i el 19,5% de la població estaven per davall del llindar de pobresa.